# 埃尔堡
埃尔堡（荷蘭語：Elburg）是荷兰海尔德兰省的一个城市和市镇。